# Tromsø Idrettslag
Il Tromsø Idrettslag, meglio noto come Tromsø, è una società calcistica norvegese con sede nella città di Tromsø. Milita nell'Eliteserien, massima divisione del campionato norvegese.

## Storia
Il club fu fondato il 15 settembre 1920.
La squadra affronta il Bodø/Glimt nel derby denominato Slaget om Nord-Norge.
Nella stagione 2012-2013 si aggiudica il Premio UEFA Fair Play che le permette così di accedere al primo turno preliminare di Europa League 2013-2014. La squadra norvegese supera sia il primo sia il secondo turno e arriva a giocarsi la qualificazione alla fase a gironi contro il Beşiktaş. Perde lo scontro con i turchi ma, a causa di presunte combine del club di Istanbul in Coppa di Turchia, viene ripescata dalla UEFA. Nella fase a gironi colleziona un punto contro lo Sheriff Tiraspol.
Nel 2019 arriva penultimo in campionato, retrocedendo in seconda serie.

## Allenatori
- 1983-1984  Torkild Brakstad
- 1986  Dagfinn Rognmo
- 1986-1987  Arne Andreassen
- 1988-1990  Tommy Svensson
- 1991  Bo Petersson
- 1992  Per-Mathias Høgmo
- 1993-1995  Harald Aabrekk
- 1996  Terje Skarsfjord
- 1997-1998  Håkan Sandberg
- 1999-2001  Terje Skarsfjord
- 2002-2003  Trond Johansen
- 2003  Terje Skarsfjord
- 2004  Per-Mathias Høgmo
- 2005  Otto Ulseth
- 2005  Steinar Nilsen
- 2006  Ivar Morten Normark
- 2006-2008  Steinar Nilsen
- 2008-2012  Per-Mathias Høgmo
- 2013  Agnar Christensen
- 2013-2015  Steinar Nilsen
- 2015-2017  Bård Flovik
- 2017  Truls Jenssen
- 2017-2020  Simo Valakari
- 2020-2023  Gaute Helstrup
- 2024-oggi  Jørgen Vik

## Palmarès

### Competizioni nazionali
- Coppa di Norvegia: 2

1986, 1996
- Nord-Norgesmesterskap: 3

1931, 1949, 1956
- 1. divisjon: 2

2002, 2020

### Competizioni giovanili
- Norgesmesterskapet G19: 1

2010

### Altri piazzamenti
- Campionato norvegese:

Secondo posto: 1990, 2011
Terzo posto: 1989, 2008, 2010, 2023
- Coppa di Norvegia:

Finalista: 2012
Semifinalista: 1985, 1999, 2003
- Nord-Norgesmesterskap:

Finalista: 1937, 1952
- 1. divisjon:

Secondo posto: 2014
- UEFA Fair Play ranking: 2

2012-2013, 2013-2014

## Statistiche

### Statistiche nelle competizioni UEFA
Tabella aggiornata alla stagione 2024-2025.
| Competizione                  | Partecipazioni | G  | V  | N | P  | RF | RS |
| ----------------------------- | -------------- | -- | -- | - | -- | -- | -- |
| Coppa delle Coppe             | 1              | 2  | 0  | 1 | 1  | 0  | 1  |
| Coppa UEFA/UEFA Europa League | 7              | 44 | 17 | 9 | 18 | 61 | 50 |
| UEFA Conference League        | 1              | 4  | 2  | 1 | 1  | 4  | 3  |
| Coppa Intertoto               | 1              | 4  | 2  | 1 | 1  | 13 | 4  |

## Organico

### Rosa 2025
Aggiornata al 13 agosto 2025.
| N. |                       | Ruolo | Calciatore              |
| -- | --------------------- | ----- | ----------------------- |
| 1  | Danimarca (bandiera)  | P     | Jakob Haugaard          |
| 2  | Norvegia (bandiera)   | D     | Leo Cornic              |
| 4  | Norvegia (bandiera)   | D     | Vetle Skjærvik          |
| 5  | Norvegia (bandiera)   | D     | Anders Jenssen          |
| 6  | Norvegia (bandiera)   | A     | Jens Hjertø-Dahl        |
| 8  | Norvegia (bandiera)   | C     | Kent-Are Antonsen       |
| 9  | Portogallo (bandiera) | A     | Ieltsin Camões          |
| 11 | Norvegia (bandiera)   | C     | Ruben Yttergård Jenssen |
| 12 | Canada (bandiera)     | P     | Simon Thomas            |
| 14 | Norvegia (bandiera)   | C     | Sigurd Prestmo          |
| 15 | Norvegia (bandiera)   | A     | Vegard Erlien           |
| 17 | Norvegia (bandiera)   | A     | August Mikkelsen        |

| N. |                     | Ruolo | Calciatore               |
| -- | ------------------- | ----- | ------------------------ |
| 18 | Norvegia (bandiera) | A     | Daniel Braut             |
| 19 | Norvegia (bandiera) | C     | Heine Åsen Larsen        |
| 20 | Svezia (bandiera)   | C     | David Edvardsson         |
| 21 | Norvegia (bandiera) | D     | Tobias Guddal            |
| 23 | Norvegia (bandiera) | C     | Runar Norheim            |
| 24 | Norvegia (bandiera) | D     | Ruben Kristiansen        |
| 25 | Gambia (bandiera)   | D     | Abubacarr Kinteh         |
| 27 | Norvegia (bandiera) | P     | Ole Kristian Lauvli      |
| 29 | Svezia (bandiera)   | D     | Alexander Warneryd       |
| 30 | Norvegia (bandiera) | D     | Isak Vådebu              |
| 34 | Norvegia (bandiera) | C     | Mads Mikkelsen           |
| 36 | Norvegia (bandiera) | A     | Johannes Lilletun Elvebu |